# Temnocora candida
Temnocora candida és una espècie de peix pertanyent a la família dels lipàrids i l'única del gènere Temnocora.

## Descripció
- Fa 10,6 cm de llargària màxima.[5][6]

## Hàbitat
És un peix marí i batidemersal que viu entre 64 i 400 m de fondària.

## Distribució geogràfica
Es troba al Pacífic nord: Alaska, les illes Kurils i Rússia.

## Observacions
És inofensiu per als humans.